# Pyrrhogyra crameri
Pyrrhogyra crameri är en fjärilsart som beskrevs av Aurivillius. Pyrrhogyra crameri ingår i släktet Pyrrhogyra och familjen praktfjärilar. Inga underarter finns listade.